# Wrap around
Se llama wrap around al embalaje de cartón ondulado que se pliega alrededor del producto cerrándose lateralmente por medio de cuatro solapas cortas. Es el modelo habitualmente utilizado para transportar bricks (de leche, zumos, etc.), azulejos y, en menor medida, botellas (por ejemplo, de vino).
Su entrega en forma de plancha troquelada a a la que tan sólo se han practicado los hendidos transversales y longitudinales, exige inevitablemente que el envasado de los productos se realice en líneas automáticas.
La wrap around es un embalaje menos resistente que la caja de solapas por lo que es apropiado para productos autoportantes o como poco semiportantes. El fabricante recibe el embalaje en plano y utiliza líneas automáticas para el envasado del producto. Los sistemas de introducción son principalmente los siguientes: 
- Envasado lateral. La máquina forma las paredes frontal y posterior del embalaje. Entonces, el producto tras ser agrupado se desliza desde el lateral dentro del mismo. Finalmente, se cierra la tapa y se pegan las solapas laterales y la pestaña de pegado.
- Envasado superior. Se forma la base del embalaje y uno o varios brazos con sistema de succión introducen los productos en el interior. Es un sistema apropiado para envases frágiles como botes o botellas de vidrio o productos en envase flexible.

- Datos: Q6168342